# Nehru-Gandhi

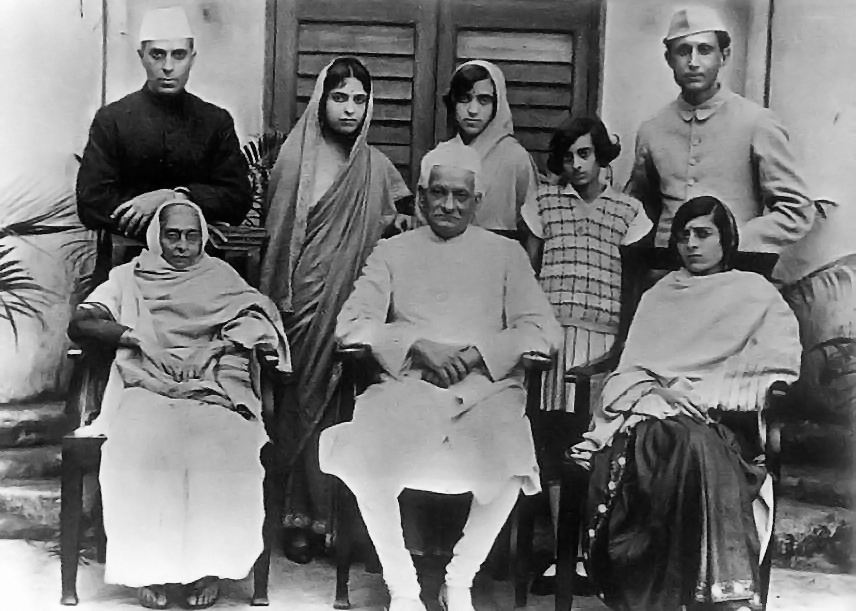
La famiglia di Motilal Nehru, seduto al centro.
In piedi, da sinistra a destra Jawaharlal Nehru, Vijaya Lakshmi Pandit, Krishna Hutheesingh, Indira Gandhi e Ranjit Pandit; Seduti: Swaroop Rani, Motilal Nehru e Kamala Nehru (circa 1927).

La famiglia Nehru-Gandhi (in devanagari नेहरू-गांधी परिवार) è un'importante famiglia di politici indiani che tradizionalmente domina il partito del Congresso Nazionale Indiano e l'intera politica indiana.
La "dinastia", iniziata con Motilal Nehru, ha visto tre suoi membri succedersi nella carica di Primo ministro dell'India: il figlio di Motilal Jawaharlal Nehru (dal 1947 al 1964), sua figlia Indira Gandhi (1966-1977 e 1980-1984), e il figlio di quest'ultima Rajiv Gandhi (1984-1989). Il cognome Gandhi non è riconducibile al più famoso Mahatma Gandhi, ma al marito di Indira, Feroze Gandhi, il quale non aveva alcun legame di parentela con il Mahatma.

## Storia
La "dinastia" è iniziata con l'avvocato Motilal Nehru, che fu presidente del Congresso Nazionale Indiano nel 1919-1920. Il figlio Jawaharlal Nehru divenne Primo ministro dell'India indipendente, dal 1947 al 1964. Alla sua morte, salì alla guida del partito la sua unica figlia, Indira Nehru, che aveva sposato il politico Feroze Gandhi, anche lui attivo nel movimento d'indipendenza indiano, ma non parente del famoso Mahatma Gandhi. Indira fu primo ministro dal 1966 al 1977 e poi nuovamente dal 1980 al 1984, quando fu assassinata dalle sue guardie del corpo sikh.
Le succedette quindi il figlio maggiore, Rajiv Gandhi, che restò primo ministro dal 1984 al 1989. Anche Rajiv venne ucciso, nel 1991, in un attentato dalle Tigri Tamil, durante la campagna elettorale. La famiglia Gandhi è stata quindi assente dalla politica indiana fino al 1998, quando Sonia Maino, vedova di Rajiv, di nascita italiana, divenne presidente del partito e, dopo le elezioni parlamentari indiane del 1999, leader dell'opposizione. Da presidente del partito, Sonia guidò quindi il Congresso a un'inaspettata vittoria alle successive elezioni del 2004, ma rinunciò all'incarico di primo ministro in favore di Manmohan Singh. Alle stesse elezioni del 2004, fu inoltre eletto per la prima volta in parlamento il figlio di Rajiv e Sonia, Rahul Gandhi; Rahul è quindi il candidato a primo ministro per il Congresso nelle elezioni parlamentari indiane del 2014.

## Albero genealogico
|                                   |                                   |                                   |                                   |                                   |                                   |  |  |                           |                           |                           |                           |                              |                              |                              |                              |                                      |                                      | Motilal Nehru (1861-1931)            | Motilal Nehru (1861-1931)            | Motilal Nehru (1861-1931)            | Motilal Nehru (1861-1931)            | Motilal Nehru (1861-1931) | Motilal Nehru (1861-1931) |                         |                         | Swarup Rani            | Swarup Rani            | Swarup Rani            | Swarup Rani            | Swarup Rani           | Swarup Rani           |                       |                       |                            |                            |                                      |                                      |                                      |                                      |                                      |                                      |          |          |          |          |          |          |  |  |                     |                     |                     |                     |                     |                     |  |  |                           |                           |                           |                           |                           |                           |  |  |
|                                   |                                   |                                   |                                   |                                   |                                   |  |  |                           |                           |                           |                           |                              |                              |                              |                              |                                      |                                      | Motilal Nehru (1861-1931)            | Motilal Nehru (1861-1931)            | Motilal Nehru (1861-1931)            | Motilal Nehru (1861-1931)            | Motilal Nehru (1861-1931) | Motilal Nehru (1861-1931) |                         |                         | Swarup Rani            | Swarup Rani            | Swarup Rani            | Swarup Rani            | Swarup Rani           | Swarup Rani           |                       |                       |                            |                            |                                      |                                      |                                      |                                      |                                      |                                      |          |          |          |          |          |          |  |  |                     |                     |                     |                     |                     |                     |  |  |                           |                           |                           |                           |                           |                           |  |  |
|                                   |                                   |                                   |                                   |                                   |                                   |  |  |                           |                           |                           |                           |                              |                              |                              |                              |                                      |                                      |                                      |                                      |                                      |                                      |                           |                           |                         |                         |                        |                        |                        |                        |                       |                       |                       |                       |                            |                            |                                      |                                      |                                      |                                      |                                      |                                      |          |          |          |          |          |          |  |  |                     |                     |                     |                     |                     |                     |  |  |                           |                           |                           |                           |                           |                           |  |  |
|                                   |                                   |                                   |                                   |                                   |                                   |  |  |                           |                           |                           |                           |                              |                              |                              |                              |                                      |                                      |                                      |                                      |                                      |                                      |                           |                           |                         |                         |                        |                        |                        |                        |                       |                       |                       |                       |                            |                            |                                      |                                      |                                      |                                      |                                      |                                      |          |          |          |          |          |          |  |  |                     |                     |                     |                     |                     |                     |  |  |                           |                           |                           |                           |                           |                           |  |  |
|                                   |                                   |                                   |                                   |                                   |                                   |  |  |                           |                           |                           |                           | Jawaharlal Nehru (1889-1964) | Jawaharlal Nehru (1889-1964) | Jawaharlal Nehru (1889-1964) | Jawaharlal Nehru (1889-1964) | Jawaharlal Nehru (1889-1964)         | Jawaharlal Nehru (1889-1964)         |                                      |                                      | Kamala Kaul (1899-1936)              | Kamala Kaul (1899-1936)              | Kamala Kaul (1899-1936)   | Kamala Kaul (1899-1936)   | Kamala Kaul (1899-1936) | Kamala Kaul (1899-1936) |                        |                        | Ranjit Sitaram Pandit  | Ranjit Sitaram Pandit  | Ranjit Sitaram Pandit | Ranjit Sitaram Pandit | Ranjit Sitaram Pandit | Ranjit Sitaram Pandit |                            |                            | Vijaya Nehru cgt. Pandit (1900-1990) | Vijaya Nehru cgt. Pandit (1900-1990) | Vijaya Nehru cgt. Pandit (1900-1990) | Vijaya Nehru cgt. Pandit (1900-1990) | Vijaya Nehru cgt. Pandit (1900-1990) | Vijaya Nehru cgt. Pandit (1900-1990) |          |          |          |          |          |          |  |  | Gunottam Hutheesing | Gunottam Hutheesing | Gunottam Hutheesing | Gunottam Hutheesing | Gunottam Hutheesing | Gunottam Hutheesing |  |  | Krishna Nehru (1907-1967) | Krishna Nehru (1907-1967) | Krishna Nehru (1907-1967) | Krishna Nehru (1907-1967) | Krishna Nehru (1907-1967) | Krishna Nehru (1907-1967) |  |  |
|                                   |                                   |                                   |                                   |                                   |                                   |  |  |                           |                           |                           |                           | Jawaharlal Nehru (1889-1964) | Jawaharlal Nehru (1889-1964) | Jawaharlal Nehru (1889-1964) | Jawaharlal Nehru (1889-1964) | Jawaharlal Nehru (1889-1964)         | Jawaharlal Nehru (1889-1964)         |                                      |                                      | Kamala Kaul (1899-1936)              | Kamala Kaul (1899-1936)              | Kamala Kaul (1899-1936)   | Kamala Kaul (1899-1936)   | Kamala Kaul (1899-1936) | Kamala Kaul (1899-1936) |                        |                        | Ranjit Sitaram Pandit  | Ranjit Sitaram Pandit  | Ranjit Sitaram Pandit | Ranjit Sitaram Pandit | Ranjit Sitaram Pandit | Ranjit Sitaram Pandit |                            |                            | Vijaya Nehru cgt. Pandit (1900-1990) | Vijaya Nehru cgt. Pandit (1900-1990) | Vijaya Nehru cgt. Pandit (1900-1990) | Vijaya Nehru cgt. Pandit (1900-1990) | Vijaya Nehru cgt. Pandit (1900-1990) | Vijaya Nehru cgt. Pandit (1900-1990) |          |          |          |          |          |          |  |  | Gunottam Hutheesing | Gunottam Hutheesing | Gunottam Hutheesing | Gunottam Hutheesing | Gunottam Hutheesing | Gunottam Hutheesing |  |  | Krishna Nehru (1907-1967) | Krishna Nehru (1907-1967) | Krishna Nehru (1907-1967) | Krishna Nehru (1907-1967) | Krishna Nehru (1907-1967) | Krishna Nehru (1907-1967) |  |  |
|                                   |                                   |                                   |                                   |                                   |                                   |  |  |                           |                           |                           |                           |                              |                              |                              |                              |                                      |                                      |                                      |                                      |                                      |                                      |                           |                           |                         |                         |                        |                        |                        |                        |                       |                       |                       |                       |                            |                            |                                      |                                      |                                      |                                      |                                      |                                      |          |          |          |          |          |          |  |  |                     |                     |                     |                     |                     |                     |  |  |                           |                           |                           |                           |                           |                           |  |  |
|                                   |                                   |                                   |                                   |                                   |                                   |  |  |                           |                           |                           |                           |                              |                              |                              |                              |                                      |                                      |                                      |                                      |                                      |                                      |                           |                           |                         |                         |                        |                        |                        |                        |                       |                       |                       |                       |                            |                            |                                      |                                      |                                      |                                      |                                      |                                      |          |          |          |          |          |          |  |  |                     |                     |                     |                     |                     |                     |  |  |                           |                           |                           |                           |                           |                           |  |  |
|                                   |                                   |                                   |                                   |                                   |                                   |  |  | Feroze Gandhi (1912-1960) | Feroze Gandhi (1912-1960) | Feroze Gandhi (1912-1960) | Feroze Gandhi (1912-1960) | Feroze Gandhi (1912-1960)    | Feroze Gandhi (1912-1960)    |                              |                              | Indira Nehru cgt. Gandhi (1917-1984) | Indira Nehru cgt. Gandhi (1917-1984) | Indira Nehru cgt. Gandhi (1917-1984) | Indira Nehru cgt. Gandhi (1917-1984) | Indira Nehru cgt. Gandhi (1917-1984) | Indira Nehru cgt. Gandhi (1917-1984) |                           |                           |                         |                         | Chandralekha Mehta     | Chandralekha Mehta     | Chandralekha Mehta     | Chandralekha Mehta     | Chandralekha Mehta    | Chandralekha Mehta    |                       |                       | Nayantara Sahgal (n. 1927) | Nayantara Sahgal (n. 1927) | Nayantara Sahgal (n. 1927)           | Nayantara Sahgal (n. 1927)           | Nayantara Sahgal (n. 1927)           | Nayantara Sahgal (n. 1927)           |                                      |                                      | Rita Dar | Rita Dar | Rita Dar | Rita Dar | Rita Dar | Rita Dar |  |  | Harsha Hutheesing   | Harsha Hutheesing   | Harsha Hutheesing   | Harsha Hutheesing   | Harsha Hutheesing   | Harsha Hutheesing   |  |  | Ajit Hutheesing (n. 1936) | Ajit Hutheesing (n. 1936) | Ajit Hutheesing (n. 1936) | Ajit Hutheesing (n. 1936) | Ajit Hutheesing (n. 1936) | Ajit Hutheesing (n. 1936) |  |  |
|                                   |                                   |                                   |                                   |                                   |                                   |  |  | Feroze Gandhi (1912-1960) | Feroze Gandhi (1912-1960) | Feroze Gandhi (1912-1960) | Feroze Gandhi (1912-1960) | Feroze Gandhi (1912-1960)    | Feroze Gandhi (1912-1960)    |                              |                              | Indira Nehru cgt. Gandhi (1917-1984) | Indira Nehru cgt. Gandhi (1917-1984) | Indira Nehru cgt. Gandhi (1917-1984) | Indira Nehru cgt. Gandhi (1917-1984) | Indira Nehru cgt. Gandhi (1917-1984) | Indira Nehru cgt. Gandhi (1917-1984) |                           |                           |                         |                         | Chandralekha Mehta     | Chandralekha Mehta     | Chandralekha Mehta     | Chandralekha Mehta     | Chandralekha Mehta    | Chandralekha Mehta    |                       |                       | Nayantara Sahgal (n. 1927) | Nayantara Sahgal (n. 1927) | Nayantara Sahgal (n. 1927)           | Nayantara Sahgal (n. 1927)           | Nayantara Sahgal (n. 1927)           | Nayantara Sahgal (n. 1927)           |                                      |                                      | Rita Dar | Rita Dar | Rita Dar | Rita Dar | Rita Dar | Rita Dar |  |  | Harsha Hutheesing   | Harsha Hutheesing   | Harsha Hutheesing   | Harsha Hutheesing   | Harsha Hutheesing   | Harsha Hutheesing   |  |  | Ajit Hutheesing (n. 1936) | Ajit Hutheesing (n. 1936) | Ajit Hutheesing (n. 1936) | Ajit Hutheesing (n. 1936) | Ajit Hutheesing (n. 1936) | Ajit Hutheesing (n. 1936) |  |  |
|                                   |                                   |                                   |                                   |                                   |                                   |  |  |                           |                           |                           |                           |                              |                              |                              |                              |                                      |                                      |                                      |                                      |                                      |                                      |                           |                           |                         |                         |                        |                        |                        |                        |                       |                       |                       |                       |                            |                            |                                      |                                      |                                      |                                      |                                      |                                      |          |          |          |          |          |          |  |  |                     |                     |                     |                     |                     |                     |  |  |                           |                           |                           |                           |                           |                           |  |  |
|                                   |                                   |                                   |                                   |                                   |                                   |  |  |                           |                           |                           |                           |                              |                              |                              |                              |                                      |                                      |                                      |                                      |                                      |                                      |                           |                           |                         |                         |                        |                        |                        |                        |                       |                       |                       |                       |                            |                            |                                      |                                      |                                      |                                      |                                      |                                      |          |          |          |          |          |          |  |  |                     |                     |                     |                     |                     |                     |  |  |                           |                           |                           |                           |                           |                           |  |  |
| Sonia Maino cgt. Gandhi (n. 1946) | Sonia Maino cgt. Gandhi (n. 1946) | Sonia Maino cgt. Gandhi (n. 1946) | Sonia Maino cgt. Gandhi (n. 1946) | Sonia Maino cgt. Gandhi (n. 1946) | Sonia Maino cgt. Gandhi (n. 1946) |  |  | Rajiv Gandhi (1944-1991)  | Rajiv Gandhi (1944-1991)  | Rajiv Gandhi (1944-1991)  | Rajiv Gandhi (1944-1991)  | Rajiv Gandhi (1944-1991)     | Rajiv Gandhi (1944-1991)     |                              |                              | Sanjay Gandhi (1946-1980)            | Sanjay Gandhi (1946-1980)            | Sanjay Gandhi (1946-1980)            | Sanjay Gandhi (1946-1980)            | Sanjay Gandhi (1946-1980)            | Sanjay Gandhi (1946-1980)            |                           |                           | Maneka Anand (n. 1956)  | Maneka Anand (n. 1956)  | Maneka Anand (n. 1956) | Maneka Anand (n. 1956) | Maneka Anand (n. 1956) | Maneka Anand (n. 1956) |                       |                       |                       |                       | Gita Sahgal (n. 1956/1957) | Gita Sahgal (n. 1956/1957) | Gita Sahgal (n. 1956/1957)           | Gita Sahgal (n. 1956/1957)           | Gita Sahgal (n. 1956/1957)           | Gita Sahgal (n. 1956/1957)           |                                      |                                      |          |          |          |          |          |          |  |  |                     |                     |                     |                     |                     |                     |  |  | Ravi Hutheesing (n. 1971) | Ravi Hutheesing (n. 1971) | Ravi Hutheesing (n. 1971) | Ravi Hutheesing (n. 1971) | Ravi Hutheesing (n. 1971) | Ravi Hutheesing (n. 1971) |  |  |
| Sonia Maino cgt. Gandhi (n. 1946) | Sonia Maino cgt. Gandhi (n. 1946) | Sonia Maino cgt. Gandhi (n. 1946) | Sonia Maino cgt. Gandhi (n. 1946) | Sonia Maino cgt. Gandhi (n. 1946) | Sonia Maino cgt. Gandhi (n. 1946) |  |  | Rajiv Gandhi (1944-1991)  | Rajiv Gandhi (1944-1991)  | Rajiv Gandhi (1944-1991)  | Rajiv Gandhi (1944-1991)  | Rajiv Gandhi (1944-1991)     | Rajiv Gandhi (1944-1991)     |                              |                              | Sanjay Gandhi (1946-1980)            | Sanjay Gandhi (1946-1980)            | Sanjay Gandhi (1946-1980)            | Sanjay Gandhi (1946-1980)            | Sanjay Gandhi (1946-1980)            | Sanjay Gandhi (1946-1980)            |                           |                           | Maneka Anand (n. 1956)  | Maneka Anand (n. 1956)  | Maneka Anand (n. 1956) | Maneka Anand (n. 1956) | Maneka Anand (n. 1956) | Maneka Anand (n. 1956) |                       |                       |                       |                       | Gita Sahgal (n. 1956/1957) | Gita Sahgal (n. 1956/1957) | Gita Sahgal (n. 1956/1957)           | Gita Sahgal (n. 1956/1957)           | Gita Sahgal (n. 1956/1957)           | Gita Sahgal (n. 1956/1957)           |                                      |                                      |          |          |          |          |          |          |  |  |                     |                     |                     |                     |                     |                     |  |  | Ravi Hutheesing (n. 1971) | Ravi Hutheesing (n. 1971) | Ravi Hutheesing (n. 1971) | Ravi Hutheesing (n. 1971) | Ravi Hutheesing (n. 1971) | Ravi Hutheesing (n. 1971) |  |  |
|                                   |                                   |                                   |                                   |                                   |                                   |  |  |                           |                           |                           |                           |                              |                              |                              |                              |                                      |                                      |                                      |                                      |                                      |                                      |                           |                           |                         |                         |                        |                        |                        |                        |                       |                       |                       |                       |                            |                            |                                      |                                      |                                      |                                      |                                      |                                      |          |          |          |          |          |          |  |  |                     |                     |                     |                     |                     |                     |  |  |                           |                           |                           |                           |                           |                           |  |  |
|                                   |                                   |                                   |                                   |                                   |                                   |  |  |                           |                           |                           |                           |                              |                              |                              |                              |                                      |                                      |                                      |                                      |                                      |                                      |                           |                           |                         |                         |                        |                        |                        |                        |                       |                       |                       |                       |                            |                            |                                      |                                      |                                      |                                      |                                      |                                      |          |          |          |          |          |          |  |  |                     |                     |                     |                     |                     |                     |  |  |                           |                           |                           |                           |                           |                           |  |  |
| Rahul Gandhi (n. 1970)            | Rahul Gandhi (n. 1970)            | Rahul Gandhi (n. 1970)            | Rahul Gandhi (n. 1970)            | Rahul Gandhi (n. 1970)            | Rahul Gandhi (n. 1970)            |  |  | Priyanka Gandhi (n. 1972) | Priyanka Gandhi (n. 1972) | Priyanka Gandhi (n. 1972) | Priyanka Gandhi (n. 1972) | Priyanka Gandhi (n. 1972)    | Priyanka Gandhi (n. 1972)    |                              |                              |                                      |                                      |                                      |                                      | Varun Gandhi (n .1980)               | Varun Gandhi (n .1980)               | Varun Gandhi (n .1980)    | Varun Gandhi (n .1980)    | Varun Gandhi (n .1980)  | Varun Gandhi (n .1980)  |                        |                        |                        |                        |                       |                       |                       |                       |                            |                            |                                      |                                      |                                      |                                      |                                      |                                      |          |          |          |          |          |          |  |  |                     |                     |                     |                     |                     |                     |  |  |                           |                           |                           |                           |                           |                           |  |  |